# 艾莉的異想世界
《艾莉的異想世界》（英語：Ally McBeal）為美國福斯廣播公司從1997年到2002年播放的得獎電視劇，由大衛·E·凱利（David E. Kelly）創作。電視劇主題圍繞著一名律師和她朋友及同事各自的愛情關係，主角由卡莉絲塔·佛克哈特擔演。

## 具體內容
雖然用律師作爲題材，《艾莉的異想世界》的重點在於主角們之間的個人和愛情故事，但有時候會使用法律上的情節來表示出來。例如，顧客的離婚訴訟會變成艾莉跟她男朋友分手的背景。故事裏還有大量的笑話情節。
電視劇的一大賣點，是律師們在放工后常會前往的酒吧。酒吧的歌手Vonda Shepard（真名）會唱歌和表演，唱的歌主要以快樂，輕松，富有動力為主。
作為一部非常成功的電視劇，《艾莉的異想世界》也受到不少批評。女性主義者特別對艾莉的異想世界中女性們顯示出來的懦弱感到不滿。美國時代雜志在1998年6月25號的一冊就以艾莉的相片和"Is Feminism Dead?"（女性主義已死亡了嗎？）的頭條為封面。
在第四季，小勞勃·道尼加入主角行列，為艾利的男朋友Larry Paul，暫時刺激了這部收視率因為缺乏新題材而持續下滑的電視劇。不幸的是，Downey本人在現實生活中亦遇到了法律問題（吸毒），被逼離開劇集。而其他演員也陸續一個一個的離開。到了第五季，不同明星的客串也無法挽回收視率。

## 演員表

### 主要角色
- 卡莉絲塔·佛拉赫特：艾莉·麥比爾
- 格雷格·格曼：Richard Fish
- 簡·克拉科夫斯基（英语：Jane Krakowski）：Elaine Vassall
- 彼得·迈克尼科尔：John Cage（第12–103集；recurring otherwise）
- 麗莎·妮可·卡森（英语：Lisa Nicole Carson）：Renee Raddick（第1–4季；在劇集最後一集客串了一下）
- 波蒂亞·德·羅西：Nelle Porter（第34–112集；recurring previously）
- 劉玉玲：Ling Woo（第34–96集及第103集; recurring otherwise）
- 吉爾·貝羅斯：Billy Alan Thomas（第1–62集; recurring afterwards）
- 考特尼·索恩-史密斯（英语：Courtney Thorne-Smith）：Georgia Thomas（第1–3季; recurring afterwards）
- 小勞勃·道尼：Larry Paul（第4季；uncredited appearances afterwards）
- 希丹·彭尼蒂亞：Maddie Harrington（第102–112集）
- 馮達·謝潑德（英语：Vonda Shepard）：本人（第2–5季; recurring previously）
- 詹姆斯·勒格羅斯（英语：James LeGros）：Mark Albert（第4季; recurring previously）
- 里賈納·霍爾（英语：Regina Hall）：Corretta Lipp（第5季; recurring previously）
- 茱莉安娜·妮克遜：Jenny Shaw（第91–103集）
- 喬許·霍普金斯：Raymond Millbury（第5季）
- 詹姆斯·馬斯登：Glenn Foy（第91–103集）
- 瓊·邦·喬飛：Victor Morrison（第5季; 10 Episodes）

### 歌手
雖然在酒吧唱歌的歌手主要為Vonda Shepard，但她有三名合稱Ikettes的助唱歌手，由以下演員飾演：
- 蕾妮·戈德斯伯里（英语：Renee Goldsberry）
- 瓦特雷娜·金
- 西·史密斯（英语：Sy Smith）

如以上歌手未能演出，則由以下歌手代替：
- 辛西婭·卡爾洪
- 梅蘭妮·泰勒

### 客串演員
同時，電視劇里也有很多其他的客串演員，如下：
- 阿爾伯特·霍爾（英语：Albert Hall (actor)） –法官Seymore Walsh:一名嚴苛、沒什麼幽默感的法官，並不太喜歡一切與Cage & Fish律師行有關的東西
- 特蕾西·厄尔曼 – Dr. Tracey Clark（第1–3季 / 6 Ep.）:艾莉不大正常的治療師；她是John Cage介紹來的。
- 迪恩·坎農（英语：Dyan Cannon） – Judge Jennifer 'Whipper' Cone（第1–3季 / 17 Ep.）:一名和Richard Fish有過一段感情的法官。她之後和Renee Raddick一起開了間律師事務所。
- 菲爾·利茲（英语：Phil Leeds） – Judge Dennis 'Happy' Boyle（第1–2季 / 5 Ep.）:一名很老的法官，非常注重口腔衛生。
- 傑西·L·馬丁（英语：Jesse L. Martin） – Dr. Greg Butters（1–2季 / 11 Ep.）:一名和艾莉約會過一段時間的醫生

此劇還有不少歌星或明星偶而來客串一下：

## 國際播出
| 國家       | 電視網路                                                               |
| ---------- | ---------------------------------------------------------------------- |
| 阿拉伯世界 | MBC                                                                    |
| 澳洲       | Seven Network和FX（現在是W. Channel）                                  |
| 奧地利     | ORF1                                                                   |
| 比利时     | Kanaal Twee                                                            |
| 巴西       | FOX Life（有線電視）                                                   |
| 保加利亞   | BTV和FOX Life                                                          |
| 加拿大     | CTV（英語）、ARTV（法語）、TVA（法語）                                 |
| 智利       | Canal 13、FOX Life（有線電視）                                         |
| 哥倫比亞   | Citytv Bogotá、FOX Life（有線電視）                                    |
| 克罗地亚   | Nova TV、HRT                                                           |
| 捷克       | Česká televize                                                         |
| 丹麥       | TV2                                                                    |
| 愛沙尼亞   | TV3                                                                    |
| 芬蘭       | MTV3                                                                   |
| 法國       | Téva、M6                                                               |
| 德國       | VOX、Comedy Central                                                    |
| 香港       | 亞洲電視國際台、FOX                                                    |
| 匈牙利     | Viasat 3                                                               |
| 印度       | STAR World、Zee Cafe                                                   |
| 愛爾蘭     | TV3                                                                    |
| 以色列     | Channel 2、Channel 3                                                   |
| 意大利     | Canale 5、Italia 1、FOX Life                                           |
| 日本       | NHK                                                                    |
| 肯亞       | Kenya Television Network                                               |
| 立陶宛     | TV3                                                                    |
| 馬來西亞   | NTV7                                                                   |
| 墨西哥     | FOX Life（有線電視）                                                   |
| 荷蘭       | RTL 8                                                                  |
| 新西蘭     | TV2                                                                    |
| 挪威       | TV 2                                                                   |
| 菲律賓     | RPN-9                                                                  |
| 波蘭       | Polsat、TV4、FOX Life                                                  |
| 葡萄牙     | TVI、FOX Life                                                          |
| 羅馬尼亞   | PRO TV、Pro Cinema                                                     |
| 俄羅斯     | Ren-TV                                                                 |
| 塞爾維亞   | RTS、RTV BK Telecom                                                    |
| 斯洛維尼亞 | POP TV、Kanal A                                                        |
| 南非       | SABC 3                                                                 |
| 南韓       | Home CGV                                                               |
| 西班牙     | Telecinco（former broadcaster）、Cuatro、FOX                           |
| 瑞典       | TV4                                                                    |
| 臺灣       | 年代集團、衛視合家歡台                                                 |
| 泰国       | True Series                                                            |
| 土耳其     | CNBC-E                                                                 |
| 英國       | Channel 4、Paramount Comedy 1、Paramount Comedy 2、TMF、Zone Romantica |
| 委內瑞拉   | Televen、FOX Life（有線電視）                                          |

## 美國的艾莉的異想世界
FX自2001年到2005年放映艾莉的異想世界。因為受了要求，節目很快將會再次在美國上映。

## DVD

### DVD發售
由於音樂版權的議題，艾莉的異想世界在美國並未有完整的第一季DVD上市（在R1版裡只有隨意挑選的六集），然而在意大利、比利時、荷蘭、日本、香港、西班牙、法國、德國、英國、墨西哥、澳大利亞和巴西都有發行DVD。在荷蘭沒辦法買到單季的DVD，整個五季的影集包在一個「鞋盒集」（shoebox-set）裡販售。
| DVD名稱                  | 地區1 | 地區2      |
| ------------------------ | ----- | ---------- |
| 艾莉的異想世界完整第一季 | N/A   | 2005-02-21 |
| 艾莉的異想世界完整第二季 | N/A   | 2005-02-21 |
| 艾莉的異想世界完整第三季 | N/A   | 2005-02-21 |
| 艾莉的異想世界完整第四季 | N/A   | 2005-05-09 |
| 艾莉的異想世界完整第五季 | N/A   | 2005-05-09 |

## 受獎和提名

### 獲得獎項
艾美奖：
- 最佳喜劇類影集（1999）
- 喜劇類最佳男配角，頒給Peter MacNicol（2001）

金球獎：
- 最佳音樂及喜劇影集（1998-1999）
- 最佳女演員獎：音樂及喜劇類，卡莉絲塔·佛克哈特（1998）
- 最佳男配角獎：電視劇，小勞勃·道尼（2001）

美國演員工會：
- Outstanding Performance by an Ensemble in a Comedy Series (1999)
- Outstanding Performance by a Male Actor in a Comedy Series Robert Downey Jr.（2001）

| 前任： Frasier | Emmy Award - Outstanding Comedy Series 1999年 | 繼任： Will & Grace |

### 獎項提名
艾美奖：
- 最佳喜劇類影集（1998）
- 喜劇類最佳女主角，卡莉絲塔·佛克哈特（1998–1999, 2001）
- 喜劇類最佳男配角，Peter MacNicol（1999–2000）
- 喜劇類最佳男配角，小勞勃·道尼（2001）
- 喜劇類最佳女配角，劉玉玲（1999）
- 喜劇類最佳客串女演員，Bernadette Peters（2001）

金球獎：
- 最佳音樂及喜劇影集（2000–2002）
- 最佳女演員獎：音樂及喜劇類，Calista Flockhart
- 最佳女配角獎：電視劇，Jane Krakowski（1999）

美國演員工會：
- Outstanding Performance by an Ensemble in a Comedy Series（1998, 2000–2001）
- Outstanding Performance by a Female Actor in a Comedy Series Calista Flockhart（1998–2001）
- Outstanding Performance by a Female Actor in a Comedy Series Lucy Liu（2000）
- Outstanding Performance by a Male Actor in a Comedy Series Peter MacNicol（1999–2001）